# Elias Sehlstedts sånger och visor

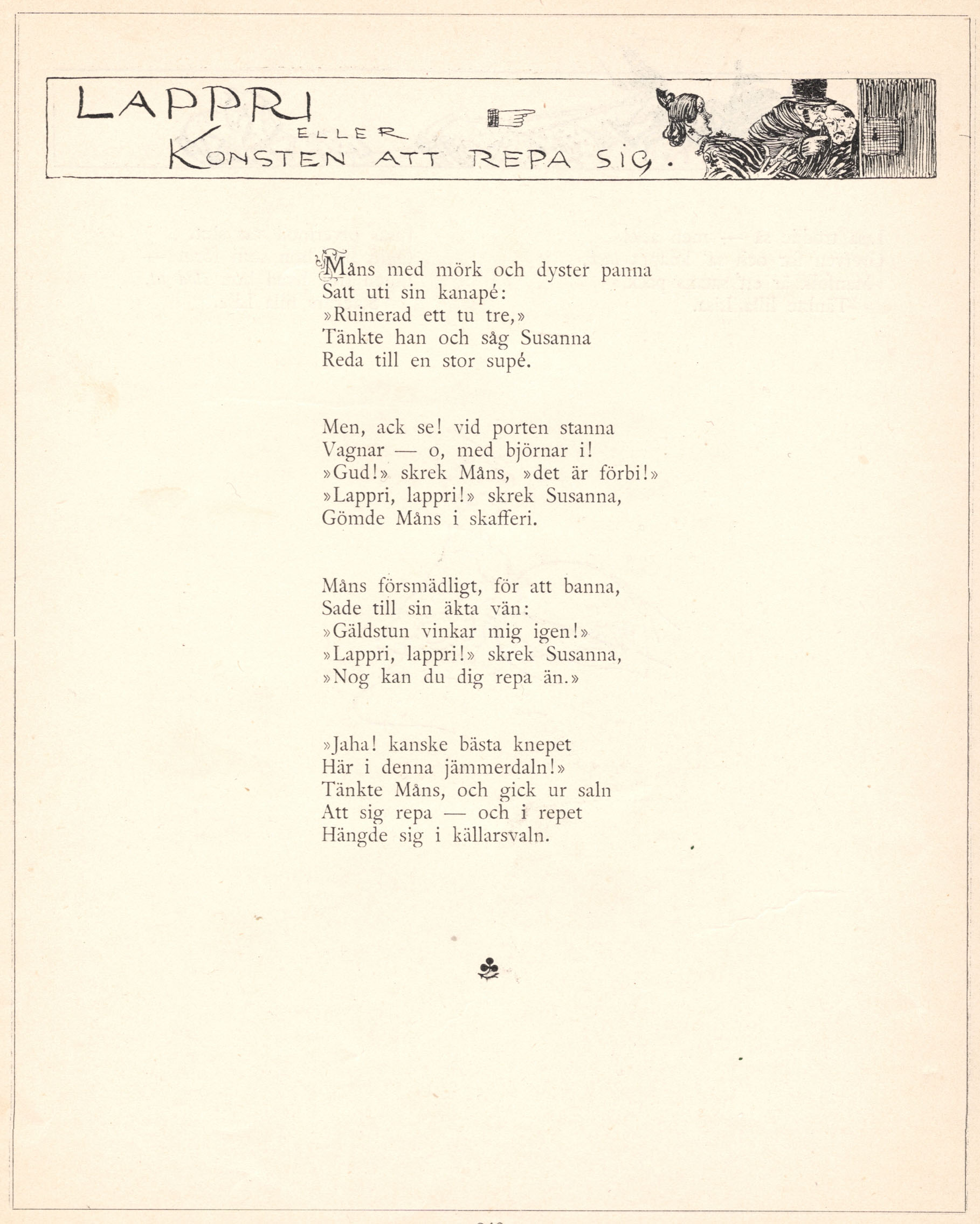
Lappri eller Konsten att repa sig.

Elias Sehlstedts Sånger och Visor var ett urval av Elias Sehlstedts verk. Dessa sammanställdes av Carl Snoilsky under 1890-talet, med illustrationer av konstnären Carl Larsson .
Verket inleds med en levnadsteckning över Elias Sehlstedt, en levnadsteckning som 1904 avslutas i Snoilskys Minnesteckningar och andra uppsatser. De 179 sångerna och visorna samt några reseskildringar är främst hämtade från Sehlstedts Samlade Sånger och Visor vilka gavs ut 1861-1876, men de återspeglar hela Sehlstedts produktion. Ett par av verken är bland Sehlstedts första från 1830-talet. Mer än 400 teckningar av Carl Larsson illustrerar verket.